# Conseil des collectivités locales pour les relations internationales
 (février 2012).
Si vous disposez d'ouvrages ou d'articles de référence ou si vous connaissez des sites web de qualité traitant du thème abordé ici, merci de compléter l'article en donnant les références utiles à sa vérifiabilité et en les liant à la section « Notes et références ».
Pour les articles homonymes, voir CLAIR.
Le Conseil des collectivités locales pour les relations internationales (一般財団法人 自治体国際化協会, Ippanzaidanhōjin Jichitai Kokusaika Kyōkai), abrégé de l'anglais CLAIR, est une agence gouvernementale japonaise créée en 1988 œuvrant au profit des collectivités territoriales à l'international, notamment dans les domaines de coopération et d'apprentissage. Son siège est à Tokyo et dispose de plusieurs antennes dans le pays, ainsi que sept bureaux à l'étranger. Son bureau à Paris est le Centre japonais des collectivités locales.